# ポール・バンネル反応
ポール・バンネル反応（ポール・バンネルはんのう、英: Paul-Bunnell test）とは、伝染性単核球症の患者に対する臨床診断試験のこと。

## 概要
ヒツジの赤血球を凝集させるIgM抗体（異好抗体）であるPaul-Bannell抗体が伝染性単核球症患者に出現し、それを利用して診断に用いる。1932年、J.R.PaulとW.W.Bunnellが伝染性単核球症の患者血清中にヒツジの赤血球を凝集させる抗体が多量に出現していることを発見した。

なお、まったく同じ手技を、ヒツジ赤血球でなく、ウマ赤血球で施行した場合をMonospot Testとよぶ。

## Paul-Bunnell反応の問題点と現在
白人に対してはPaul-Bunnell反応は陽性率80%なのに対し、日本人の場合は陽性率30%以下と陽性率が低い。2015年現在では、EBV抗体価測定が可能となっており、Paul-Bunnell反応の臨床的意義は薄れている。日本においては2006年4月1日より保険収載から外れ、現在は保険外となっている。（収載から外れる2006年の時点での保険点数は29点であった）。